# Hauset
Hauset is een dorp en deelgemeente van de Belgische gemeente Raeren, het was een zelfstandige gemeente tot aan de gemeentelijke herindeling van 1977. Hauset wordt doorsneden door de Geul. Naast de vele wandel- en fietspaden doorheen het Akenerbos zijn tevens de Rochuskapel en de Hammerbrug trekpleisters van Hauset.

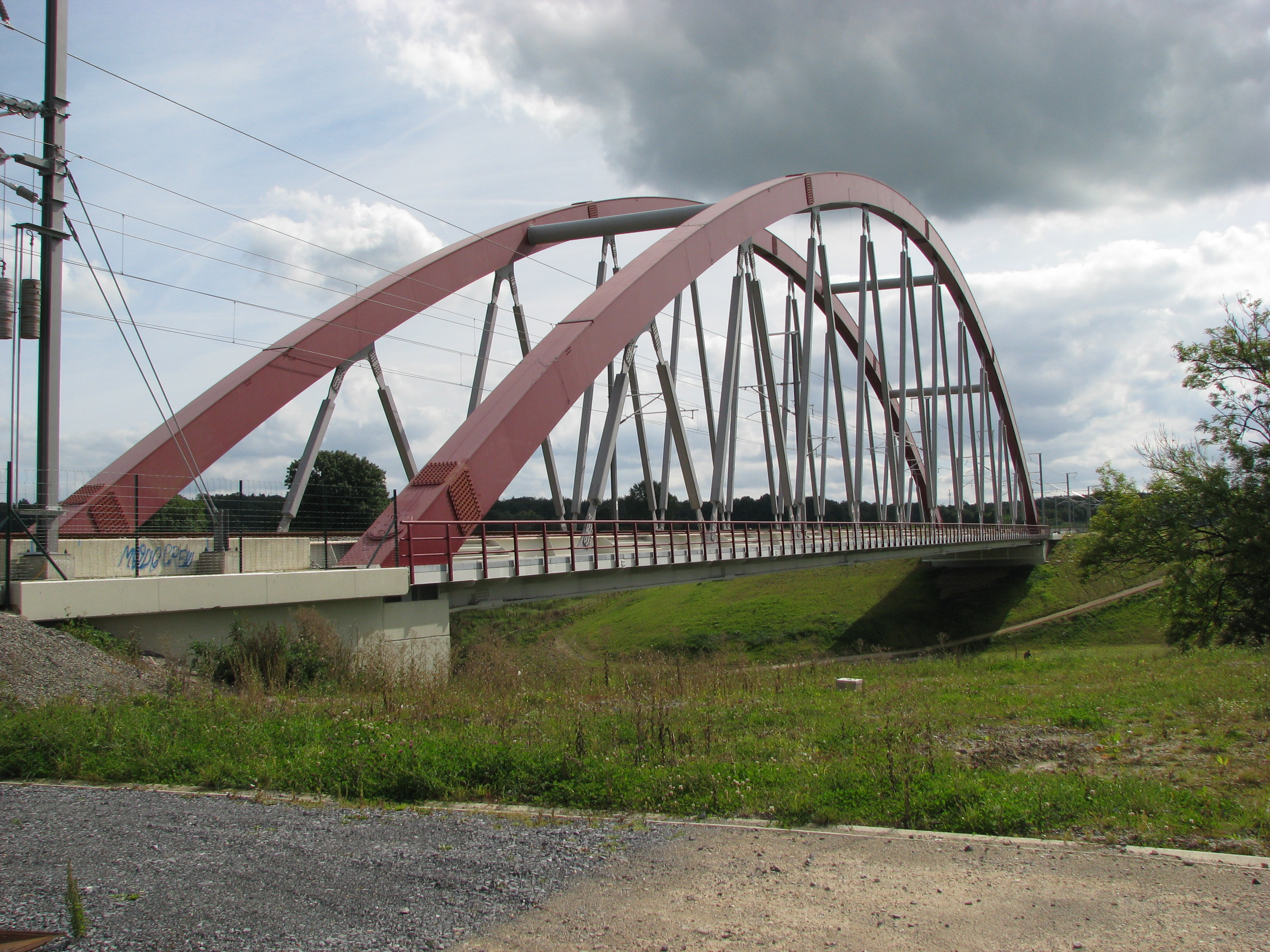
De spoorbrug van de Hogesnelheidslijn 3 Aken-Luik

## Geschiedenis
Tot de opheffing van het hertogdom Limburg hoorde Hauset tot de Limburgse hoogbank Walhorn. Deze werd in 1072 geschonken aan het Onze-Lieve-Vrouwekapittel te Aken.
In 1266 werd Hauset voor het eerst schriftelijk vermeld als: Bosch von Hoisoit. In 1271 werd de heer van de burcht van Hauset genoemd als Tilhelm von Holseit. De parochianen behoorden bij Walhorn, en sinds 1676 bij de parochie van Eynatten. 
Net als de rest van het hertogdom werd Hauset bij de annexatie van de Zuidelijke Nederlanden door de Franse Republiek in 1795 opgenomen in het toen gevormde departement Ourthe. In 1815 kwam Hauset aan Pruisen, dat opging in Duitsland, en in 1920 aan België.
In 1848 werd Hauset een zelfstandige gemeente, vervolgens kreeg het een school, en in 1858 een eigen parochiekerk, gewijd aan Sint-Rochus. In 1843 werd de Hammerbrug geopend, die de internationale spoorlijn van Luik naar Aken over het dal van de Geul voerde. In 1940 werd de oude brug door het Belgische leger opgeblazen, om in 1945 te worden hersteld. In 1999 werd een geheel nieuwe brug aangelegd, waarover ook de hogesnelheidslijn kon worden gevoerd.
In 1977 ging de gemeente Hauset op in de fusiegemeente Raeren.

## Demografische ontwikkeling
- Bronnen:NIS, Opm:1930 tot en met 1970=volkstellingen, 1976 inwoneraantal op 31 december

## Bezienswaardigheden
- Sint-Rochuskerk
- Sint-Rochuskapel
- Muschelkreuz
- Hammerbrug

## Natuur en landschap
Hauset ligt in het dal van de Geul op een hoogte van ongeveer 250 meter. De plaats wordt omringd door bossen, in het noorden vindt men uitlopers van het Aachener Wald. De Rotsiefbach stroomt vanuit een hoogte in dit bos zuidwaarts naar de Geul.

## Taal
Naast het in het onderwijs en door de plaatselijke overheid gebruikte Duits spreekt de plaatselijke bevolking een Ripuarisch dialect.

## Nabijgelegen kernen
Steinebrück, Lichtenbusch, Eynatten, Hergenrath
Deelgemeenten: Eynatten · Hauset · Raeren

Overige kernen: Lichtenbusch · Neudorf  ·   Petergensfeld

Belgische gemeenten · Duitstalige Gemeenschap · Arrondissement Verviers · Luik · Wallonië